# Fighting
Fightning är det femte studioalbumet av det irländska rockbandet Thin Lizzy, släppt 1975.

## Låtlista
Samtliga låtar skrivna av Phil Lynott, om inte annat anges.
1. "Rosalie" (Bob Seger) - 3:11
2. "For Those Who Love to Live" (Brian Downey/Phil Lynott) - 3:08
3. "Suicide" - 5:12
4. "Wild One" - 4:18
5. "Fighting My Way Back" - 3:12
6. "King's Vengeance" (Scott Gorham/Phil Lynott) - 4:08
7. "Spirit Slips Away" - 4:35
8. "Silver Dollar" (Brian Robertson) - 3:26
9. "Freedom Song" (Scott Gorham/Phil Lynott) - 3:32
10. "Ballad of a Hard Man" (Scott Gorham) - 3:14

## Medverkande
- Phil Lynott - bas, sång, akustisk gitarr, musikproducent
- Scott Gorham - elgitarr
- Brian Robertson - elgitarr
- Brian Downey - trummor

### Övriga medverkande
- Roger Charpman - sång
- Ian McLagan - piano